# Cândido Mendes (Schriftsteller)
Cândido Antônio José Francisco Mendes de Almeida, auch Candido Antônio Mendes de Almeida, (* 3. Juni 1928 in Rio de Janeiro; † 17. Februar 2022 ebenda) war ein brasilianischer Hochschullehrer, Rechtsanwalt, Philosoph, Soziologe, Politikwissenschaftler und Schriftsteller, der in national und international bedeutenden Gremien Funktionen übernahm.

## Leben
Cândido Mendes de Almeida studierte 1950 bis 1952 an der Katholischen Universität Rio de Janeiro bis zum Bachelor in Jura und Philosophie, und zum Doktor der Rechtswissenschaften an der Universidade Federal do Rio de Janeiro, auch Universidade do Brasil genannt, im Jahr 1952.
Er war Gastprofessor an der Harvard University und der University of California. 1997 wurde er Rektor der Universidade Candido Mendes, einer hochangesehenen, 1902 gegründeten Privatuniversität. 
Er engagierte sich in Gremien und Institutionen des brasilianischen Bildungswesens und der Kultur. So war er seit 1962 Präsident der Sociedade Brasileira de Instrução (SBI). Bis 2005 war er zudem Mitglied der Brasilianischen Akademie für Wirtschaft (Academia Brasileira de Economia). 1997 bis 1998 war er Repräsentant der Sozialdemokratischen Partei Brasiliens, der Partido da Social Democracia Brasileira (PSDB). Er diente 1994 als Haupt-Berichterstatter der Kommission des Präsidenten zur Bekämpfung der Korruption.
Candido Mendes war, teils in leitender Funktion, in Gremien internationaler Institutionen tätig: 1973–79 war er Vizepräsident der von der UNESCO gegründeten IPSA (International Political Science Association) und 1979–82 ihr Präsident. 1976–85 war er im Leitungsgremium des UNESCO International Institute for Educational Planning (IIEP). 1974 war er Vorsitzender des Programmkomitees des von der UNESCO anerkannten International Social Science Council (ISSC). Er gehörte zu High Level Group der Allianz der Zivilisationen (UNAOC) der UN. 
Bis zum Jahr 2000 war er Generalsekretär der Académie de la Latinité, für die er Konferenzen organisierte, Vorträge hielt und Schriften beitrug. Seit 2004 ist er Mitglied der Gelehrtengesellschaft Académie des Sciences d’Outre-Mer. 
Mehrfach wurde er in päpstliche Kommissionen und mit der katholischen Kirche verbundene Gremien berufen, beispielsweise in den Päpstlichen Rat für Gerechtigkeit und Frieden (Comissão Pontifícia Justiça e Paz).

## Ehrungen
Candido Mendes de Almeida wurde am 24. August 1989 in die Academia Brasileira de Letras, die brasilianische Akademie der Literatur in Rio de Janeiro aufgenommen. Er ist in Nachfolge von Celso Cunha der fünfte Inhaber des nach Tavares Bastos benannten Sitzes Nummer 35.
2005 erhielt er den Doktor honoris causa der Universität Paris III (Sorbonne Nouvelle).

## Werke
- Beyond populism. Aus dem Spanischen von L. Gray Cowan. State University of New York Press, Albany N.Y. 1977, ISBN 0873958039. Englisch
- Contestation et développement en amérique latine. Presses Universitaires de France, Paris 1979, ISBN 213035761X. Französisch
- Memento dos Vivos: a esquerda católica no Brasil. Tempo Brasileiro, Rio de Janeiro 1966. Portugiesisch
- Nacionalismo e desenvolvimento. Instituto Brasileiro de Estudos Afro-Asiáticos, Rio de Janeiro 1963. Portugiesisch
- Lula et l’Autre Brésil. Institut des hautes études de l'Amérique latine, Paris 2003, ISBN 2915310017. Französisch
- Collor: anos luz, ano zero. Editora Nova Fronteira, Rio de Janeiro 1993, ISBN 8520904750. Portugiesisch
- A democracia desperdiçada: poder e imaginário social. Editora Nova Fronteira, Rio de Janeiro 1992, ISBN 8520902863. Portugiesisch
- O Senador do Império Cândido Mendes de Almeida (1818-1881). Rio de Janeiro 1943. Portugiesisch

## Kleine Schriften, Aufsätze, Essays, Vorträge
- Latinité et Modernisation Islamique. Educam, Rio de Janeiro 2002. (online PDF). Französisch
- Bento XVI no Brasil: Secularização e Relevância da Igreja. Educam, Rio de Janeiro 2007, ISBN 9788572610377. Portugiesisch
- Le défi de la différence: Entretiens sur la latinité. Candido Mendes; Francois L'Yvonnet. Albin Michel, Paris 2006, ISBN 2226171061. Französisch
- Le Mythe du développement. Cornelius Castoriadis; Candido Mendès. Seuil, Paris 1977, ISBN 2020047039. Französisch
- Ecological Disorder in Amazonia. Leszek A. Kosiński; José Augusto Pádua; Candido Mendes. Unesco, Paris 1992. Englisch
- Montoro e o Brasil Maior. Candido Mendes in: Ensaios em homenagem a Franco Montoro: humanista e político. Lafayette Pozzoli; Carlos Aurélio Mota de Souza. Konrad-Adenauer-Stiftung; Edições Loyola; Instituto Jacques Maritain do Brasil, São Paulo 2001, ISBN 851502330X. Portugiesisch
- Complexidade e Crise de Representação. Und: Discurso e Entropia da Representação. In: Discurso e Entropia da Representação. Candido Mendes (Hrsg.). Rio de Janeiro, Editora Garamond 2003, ISBN 8576170051. Portugiesisch
- Le Préalable au Dialogue des Civilisations: L’Universel des Droits de l’Homme. Und: Hégémonie et Préemption: la Différence, Droit aux Droits. In: The Universal in Human Rights: A Precondition for a Dialogue of Cultures. Candido Mendes (Hrsg.). Educam, Rio de Janeiro 2007. (online PDF) Französisch
- Hégémonie et multiculturalisme. In: Hegemony and Multiculturalism. Candido Mendes (Hrsg.). Educam, Rio de Janeiro 2004. (online PDF) Französisch
- La confrontation culturelle contemporaine: le dialogue en quête d’une dialectique. Und: Dialogue des civilisations et dialectique manquée. In: La Dialectique du Dialogue: la quête de l’interculturalité. Educam, Rio de Janeiro 2008. Französisch

## Artikel in Zeitschriften
- The Post-1964 Brazilian Regime: Outward Redemocratization and Inner Institutionalization. In: Government and Opposition, Bd. 15, Nr. 1. Candido Mendes; David E. Apter; Simon Schwartzman et al. Educam, Rio de Janeiro 1979, ISSN 0017-257X. Englisch
- In Memoriam — Vieira Pinto e a Conquista da Consciência Nacional. In: Dados, Bd. 30, Nr. 3, Iuperj, Rio de Janeiro 1987. Portugiesisch
- Leonel Franca, a Disciplina da Verdade. In: Síntese Nova Fase, Bd. 20, Nr. 61, S. 163–72. J. Etienne Filho et al. Faculdade de Filosofia da Companhia de Jesus, Centro de Estudos Superiores, Belo Horizonte 1993. online PDF 26. Februar 2012 Portugiesisch
- A Lucidez Excessiva de Olavo. In: Dados, Bd. 42, Nr. 1, Iuperj, Rio de Janeiro 1999. Portugiesisch
- Celso Furtado: Fundação e Prospectiva do Desenvolvimento. In: Dados, Bd. 42, Nr. 1, Iuperj, Rio de Janeiro 1999. Portugiesisch
- Edmundo, seu Texto, seu Silêncio. In: Dados, Bd. 44, Nr. 1, Iuperj, Rio de Janeiro 2001. Portugiesisch
- Baudrillard e a Pós-Modernidade. In: Dados, Bd. 10, Nr. 1, Iuperj, Rio de Janeiro 2007. Portugiesisch
- Direitos Humanos Ideologia Ocidental. Revista Jurídica Consulex, Jahrgang XIII, Nr. 295, Brasília 30. April 2009. Portugiesisch